# Исмаилов, Ибрагим (партийный деятель)
Ибрагим Исмаилов (тадж. Иброҳим Исмоилов; 1901, к. Нуд Ишкашим, Ферганская область (Российская империя) Памир — 3 мая 1938, Сталинабад, Таджикская ССР, СССР) — советский, таджикский партийный и государственный деятель, 2-й секретарь ЦК КП(б) Таджикистана (1932—1935), народный комиссар финансов Таджикской ССР (1930—1932), председатель Исполнительного комитета Областного Совета Автономной области Горного Бадахшана (1926—1928).

## Биография
Исмаилов Ибрагим родился в 1901 году в кишлаке Нуд в Ишкашиме, Ферганская область (Российская империя) (ныне районный центр — село Ишкашим, расположен в 104 км южнее города Хорога, на берегу реки Пяндж Ишкашимского района Горно-Бадахшанской автономной области Республики Таджикистан) в семье военного переводчика Исмаила Ализаде. Член РКП(б) с 1921 года.
Учился в Хорогской русско-туземной школе с 1914 по 1917 год (вместе с ним учились Сейфулло Абдуллаев и Шириншо Шотемур, которые останутся его соратниками до конца жизни.
Свою трудовую деятельность начал в 16 лет земледельцем — по возвращении с учёбы из Хорога (1917—1918).
Служил в Рабоче-Крестьянской Красной Армии на Памире с 1918 по 1920 годы.

### Звания и должности
С 1921 по 1922 год служил переводчиком Памирской ЧК — ГПУ, Памирский округ Ферганской области Туркестанской АССР (с 30 апреля 1918 года Ферганская область Российской империи стала частью Туркестанской АССР).
C 1922 по 1925 год — председатель Исполнительного комитета Ишкашимского волостного Совета (Ферганская область — Автономная область Горного Бадахшана).
С апреля по ноябрь 1925 года — заместитель председателя Революционного комитета Автономной области Горного Бадахшана.
С ноября 1925 по октябрь 1926 года — заместитель председателя Исполнительного комитета Областного Совета Автономной области Горного Бадахшана.
С октября 1926 по 1928 год — председатель Исполнительного комитета Областного Совета Автономной области Горного Бадахшана.
С 1928 года — заместитель народного комиссара рабоче-крестьянской инспекции Таджикской АССР.
С 2 марта 1929 по 4 июня 1930 года — член Центральной контрольной комиссии КП(б) Узбекистана.
С 1930 по октябрь 1932 года — народный комиссар финансов Таджикской ССР.
С 15 июня 1930 по 1937 год — член ЦК КП(б) Таджикистана.
С 10 июля 1932 по 3 января 1935 года — 2-й секретарь ЦК КП(б) Таджикистана (Постановлением I пленума ЦК КП(б) Таджикистана Исмаилов Ибрагим был выдвинут на пост 2-го секретаря ЦК КП(б) Таджикистана К. Я. Бауманом по предложению ЦК ВКП(б)).
Являлся делегатом XVI-го съезда ВКП(б) проходившего с 26 июня по 13 июля 1930 года и XVII съезда ВКП(б) проходившего с 26 января по 10 февраля 1934 года в г. Москве.
С 1934 года — заведующий Отделом культуры и пропаганды ленинизма Среднеазиатского бюро ЦК ВКП(б), на этой должности он некоторое время работал в г. Ташкенте.
С 1934 года — член Исполнительной комиссии Среднеазиатского бюро ЦК ВКП(б).
Слушатель Курсов марксизма-ленинизма при ЦК ВКП(б), Высшей школы партийных организаторов при ЦК ВКП(б) с 1935 по ноябрь 1936 года в Москве.
С ноября 1936 по октябрь 1937 года — народный комиссар торговли Таджикской ССР.

### Арест
Ибрагим Исмаилов был арестован по сфабрикованному обвинению в 1937 г., приговорён к высшей мере наказания Военной коллегии Верховного суда СССР. Расстрелян 20 октября 1938 года, место захоронения — г. Сталинабад. Реабилитирован посмертно ВКВС СССР в 1956 году одним из первых, во многом благодаря личному ходатайству бывшего первого секретаря ЦК КП(б) Узбекистана (Узбекской ССР) Усмана Юсупова — близкого соратника Ибрагима Исмаилова. Были возвращены его награды, посмертно восстановлен в рядах ВКП(б)

«В дни первой Декады таджикской литературы и искусства в Москве в 1941 г. Иосиф Виссарионович Сталин первым делом спросил у представителей из Таджикистана: — Где этот высокий таджикский самородок? (имея в виду Ибрагима Исмаилова). Кто-то из участников выронил: — Его расстреляли. Сталин после небольшой паузы, сожалея, сказал: — Основная наша ошибка была в том, что мы не могли ценить и беречь свои лучшие кадры…».

## Награды
- Орден Трудового Красного Знамени Таджикской ССР[1][2].

## Семья
- Отец — Исмаил Ализаде тадж. Исмоил Ализода (18??-1914) — не местного происхождения, по одним данным, выходец из курдов в Азербайджане — Иранского Азербайджана, по другим — из Иранского Курдистана. На Памир прибыл вместе с русским специальным военным отрядом в начале 1890-х годов, выполняя в то время обязанности военного переводчика и повара. Затем переходит на службу на вновь организованный Ишкашимский пост, женившись, обосновывается в к. Нуд, строит дом (ныне в черте Ишкашим (тадж. Ишкошим) — село, районный центр Ишкашимского района на Памире в Горно-Бадахшанской автономной области Республики Таджикистан.
- Мать — Шоабдуллоева Розиямох.
- Брат — Исмаилов Сарвар (1908—1984) — колхозник колхоза им. Сталина, позже переименованного в «Исмаилов Ибрагим».
- Первая жена — Саиданоева Бибиоро — работала колхозницей колхоза «Правда». Дочь — Исмаилова Пари (1927—2015) — работала поваром в детском саду в райцентре Ишкашим.
- Вторая жена — Акимшоева Сурманиссо тадж. Ҳокимшоева Сурманиссо (1910—1986) — работала в Москве в 30-е годы в «Трёхгорная мануфактура», затем воспитательницей в доме ребенка, зав. библиотекой ср. школы им С. М. Кирова и первым директором областной библиотеки им В. И. Ленина на Памире в Хороге (1947—1955)[2][9][10][11][12]:

«В 1939 г. Сурманиссо Хакимшоева была освобождена из лагеря в Казахстане. У нее не было ни дома, ни имущества, все было конфисковано. Друзья и знакомые сторонились ее, не здоровались, отворачивались. Эта мужественная женщина решила спасти детей. Она начала их поиск. Во всех органах была неразбериха, никто не мог ей помочь. Она с трудом узнала, что дети находятся в разных лагерях где-то в Казахстане. В одном из спецлагерей она нашла сына Исмоила больным, худым и в очень плачевном состоянии и начала поиск дочери. На одной из железнодорожных станций она встретила сердобольную русскую женщину, которая была женой начальника станции. Женщина предложила оставить больного сына у нее и найти дочь, обещала присмотреть за ребенком и вылечить его к её приезду. Сурманиссо нашла дочь, и они все втроем приехали в Душанбе. Но в городе им не нашлось места, и она выехала с ними на Памир…».
- Дочь — Лола Ибрагимовна Исмаилова (1929—2012) — тадж. Исмоилова Лола-Ниссо Иброҳимовна (1929—2013) — выпускница биологического факультета ТГУ им В. И. Ленина, доктор биологических наук, профессор, работала зав. кафедрой биологии в Таджикском государственном медицинском институте имени Абуали ибни Сино (Авицены).
- Сын — Исмаил Ибрагимович Исмаилов (1934—1988) — тадж. Исмоилов Исмоил Иброҳимович (1934—1988) — выпускник Таджикского государственного медицинского института имени Абуали ибни Сино (Авицены), кандидат медицинских наук, работал старшим научным сотрудником Таджикского НИИ эпидемиологии и гигиены Минздрава Таджикской ССР. Жена Раджабова Ибарури Салиевна[2][9][10][11][12].

## Память
- На родине, на Памире, в Ишкашимском районом центре ГБАО его имя присвоено средней школе № 21 (1971).
- В школе № 21 открыт музей в честь 90-летия Ибрагима Исмаилова (1991).
- В советский период его имя носил колхоз, затем совхоз — ныне Ассоциация дехканского хозяйства Ишкашимского района.
- Имя Ибрагима Исмаилова носит улица в Хороге.